# Boleráz
Boleráz é um município da Eslováquia, situado no distrito de Trnava, na região de Trnava. Tem 25,46 km² de área e sua população em 2019 foi estimada em 2385 habitantes.

## Demografia
| Ano:        | 1994 | 2004   | 2014   | 2024   |
| ----------- | ---- | ------ | ------ | ------ |
| Broj ljudi: | 1988 | 2062   | 2262   | 2395   |
| Razlika:    |      | +3,72% | +9,69% | +5,87% |

| Ano:               | 2023 | 2024 |
| ------------------ | ---- | ---- |
| Número de pessoas: | 2395 | 2395 |
| Diferença:         |      | +0%  |